# Villamayor (Castille-et-León)
Villamayor est une commune de la province de Salamanque dans la communauté autonome de Castille-et-León en Espagne.